# Platystele hyalina
Platystele hyalina är en orkidéart som beskrevs av H.Stenzel. Platystele hyalina ingår i släktet Platystele och familjen orkidéer. Inga underarter finns listade i Catalogue of Life.